# 翔凜中学校・高等学校
翔凜中学校・高等学校（しょうりんちゅうがっこう・こうとうがっこう）は千葉県君津市に所在し、中高一貫教育を提供する私立中学校・高等学校。

## 概要
高等学校においては、ビジョナリー特進コースに限り、中学校から入学した内部進学の生徒と高等学校から入学した外部進学の生徒との間においては、第2学年から混合してクラスを編成する併設型中高一貫校。旧校名の略称「千葉国」（ちばこく）。

## 沿革
- 1964年（昭和39年） - 前田久吉により農業従事者育成を目的とした全寮制高校として富津市に房総農業高等学校が開校。
- 1978年（昭和53年） - 普通科を設置、房総学園高等学校に校名を改称。
- 1990年（平成2年）9月25日 - 千葉国際中学校・高等学校起工式[3]。
- 1991年（平成3年） - 房総学園高を募集停止（1994年に閉校）。
- 1992年（平成4年） - 房総学園高の移転名目で、現在地に千葉国際中学校・高等学校を開校[4][5]
- 2014年（平成26年）5月7日 - 1992年の開校に伴う建設資金の返済に行き詰まり民事再生法を申請[6][7]。
- 2015年（平成27年）4月1日 - 翔凜中学校・高等学校に校名を変更。

## 設置形態
- 翔凜中学校
- 翔凜高等学校 - 全日制課程 国際科

また、進学⇒選抜⇒特進とクラス分けがされている。

## 制服
- 山本寛斎デザインによる紺色のブレザーだったが変更されている。
- 男子：詰襟
- 女子：セーラー服

## アクセス
- JR東日本内房線君津駅からスクールバスが時間割で出ている。所要時間約15分。
- 君津バスターミナルから徒歩約10分。

## 部活動

### 中学校
| 体育系 サッカー部 バレーボール部 バスケットボール部 剣道部 陸上部 テニス部 バドミントン部 | 文化系 サイエンスクラブ 家庭科部 パソコン部 吹奏楽部 囲碁同好会 |  |

### 高等学校
| 体育系 ☆サッカー部 ☆野球部 硬式テニス部 ☆バレーボール部 ☆バスケットボール部 ☆剣道部 バドミントン部 陸上競技部 卓球部 | 文化系 軽音楽部 サイエンスクラブ 家庭科部 ☆英語部 美術同好会 |

☆は強化部（バスケットボールは女子のみ）

## 学生寮
- 学生寮が男子寮・女子寮それぞれ設置されており、遠距離などの理由で通学が困難な学生を中心に入寮している。

## 著名な関係者

### 出身者
- ブルーノ・アレシャンドレ・ロドリゲス
- 相内誠（元埼玉西武ライオンズ）
- カイオ・ルーカス・フェルナンデス (アル・アインFC)
- ウェリントン・ダニエル・ブエノ （柏レイソル）
- 小菅由香（三菱電機コアラーズ）
- 河西邦剛（弁護士）
- bamboo（milktub）

### 教員
- アントン・ウィッキー（スリランカ出身の外国人タレント）